# Giambattista Spada
Pour les articles homonymes, voir Spada (homonymie).
Giambattista Spada (né le 28 août 1597 à Lyon, dans une famille originaire de Lucques, dans le Grand-duché de Toscane et mort le 23 janvier 1675 à Rome) est un cardinal italien du XVIIe siècle. 
Il est un neveu du cardinal Bernardino Spada (1626), l'oncle du cardinal Fabrizio Spada (1675) et le grand-oncle du cardinal Orazio Filippo Spada (1706).

## Biographie
Giambattista Spada exerce diverses fonctions au sein de la Curie romaine, notamment à la Chambre apostolique, au tribunal suprême de la Signature apostolique et à la congrégation de la bonne gouvernance. Il est gouverneur de Rome. Il est nommé patriarche latin de Constantinople en 1643 et est président de la province de Romagne l'année suivante.
Le pape Innocent X le crée cardinal lors du consistoire du 2 mars 1654. Le cardinal Spada est camerlingue du Sacré Collège en 1666-1667.
Il participe au conclave de 1655, lors duquel Alexandre VII est élu pape, et à ceux de 1667 (élection de Clément IX) et de 1669-1670 (élection de Clément X).
Le cardinal Spada meurt à Rome le 23 janvier 1675 à l'âge de 77 ans. 

## Sources
- Fiche du cardinal sur le site fiu.edu